# Хесен (Доња Саксонија)
Хесен (њем. Heeßen) град је у њемачкој савезној држави Доња Саксонија. Једно је од 38 општинских средишта округа Шаумбург. Према процјени из 2010. у граду је живјело 1.554 становника. Посједује регионалну шифру (AGS) 3257012.

## Географски и демографски подаци
Хесен се налази у савезној држави Доња Саксонија у округу Шаумбург. Град се налази на надморској висини од 91 метра. Површина општине износи 1,9 km². У самом граду је, према процјени из 2010. године, живјело 1.554 становника. Просјечна густина становништва износи 818 становника/km².